# قایق نجات کلاس مرسیی
لایف‌بوت کلاس مرسیی (به انگلیسی: Mersey-class lifeboat) یک کلاس از کشتی است که طول آن ۱۱٫۶۲ متر (۳۸٫۱ فوت) می‌باشد.